# Station La Méaugon
Station La Méaugon is een spoorweghalte in de Franse gemeente La Méaugon. Zij wordt bediend door treinen van het netwerk TER Bretagne op het traject Saint-Brieuc - Lannion of Guingamp.